# Mapai (partido político)
El Partido de los Trabajadores de la Tierra de Israel – en hebreo מפלגת פועלי ארץ ישראל (Mifleget Poalei Eretz Israel) – más conocido por sus siglas Mapai – מפא"י – fue un partido político de Israel de centroizquierda, de ideología socialdemócrata que fue la fuerza política predominante en el país hasta que en 1968 se fusionó con otros partidos para formar el Partido Laborista Israelí.
Durante los años que estuvo en el gobierno, se adoptaron diferentes medidas progresistas y sociales, como establecer un estado del bienestar, un salario mínimo, seguridad, y un acceso parcial a una sanidad pública y a una vivienda pública.

## Historia
El partido fue fundado en 1930 por la fusión de Hapoel Hatzair, (fundado por A.D. Gordon) y el Ahdut HaAvoda (fundado en 1919 por el ala moderada del partido marxista Poalei Zion, dirigido por David Ben-Gurión).
En la década de 1920, el movimiento sionista de izquierdas había fundado el sindicato Histadrut, que dominó la economía de los asentamientos hebreos, haciendo del Mapai la facción política dominante en la política sionista. También fue responsable de la fundación del Hashomer y de Haganá, los dos primeros grupos armados judíos, que se ocupaban de la seguridad y de la defensa de las personas y de las propiedades de las nuevas comunidades judías. A principios de 1930, David Ben-Gurión era el líder del partido y se había convertido en el líder de facto de la comunidad judía de Palestina (conocida como Yishuv).
Durante los años 1930 hasta los años 40 fue miembro de la Internacional Obrera y Socialista.

## Gobierno y políticas

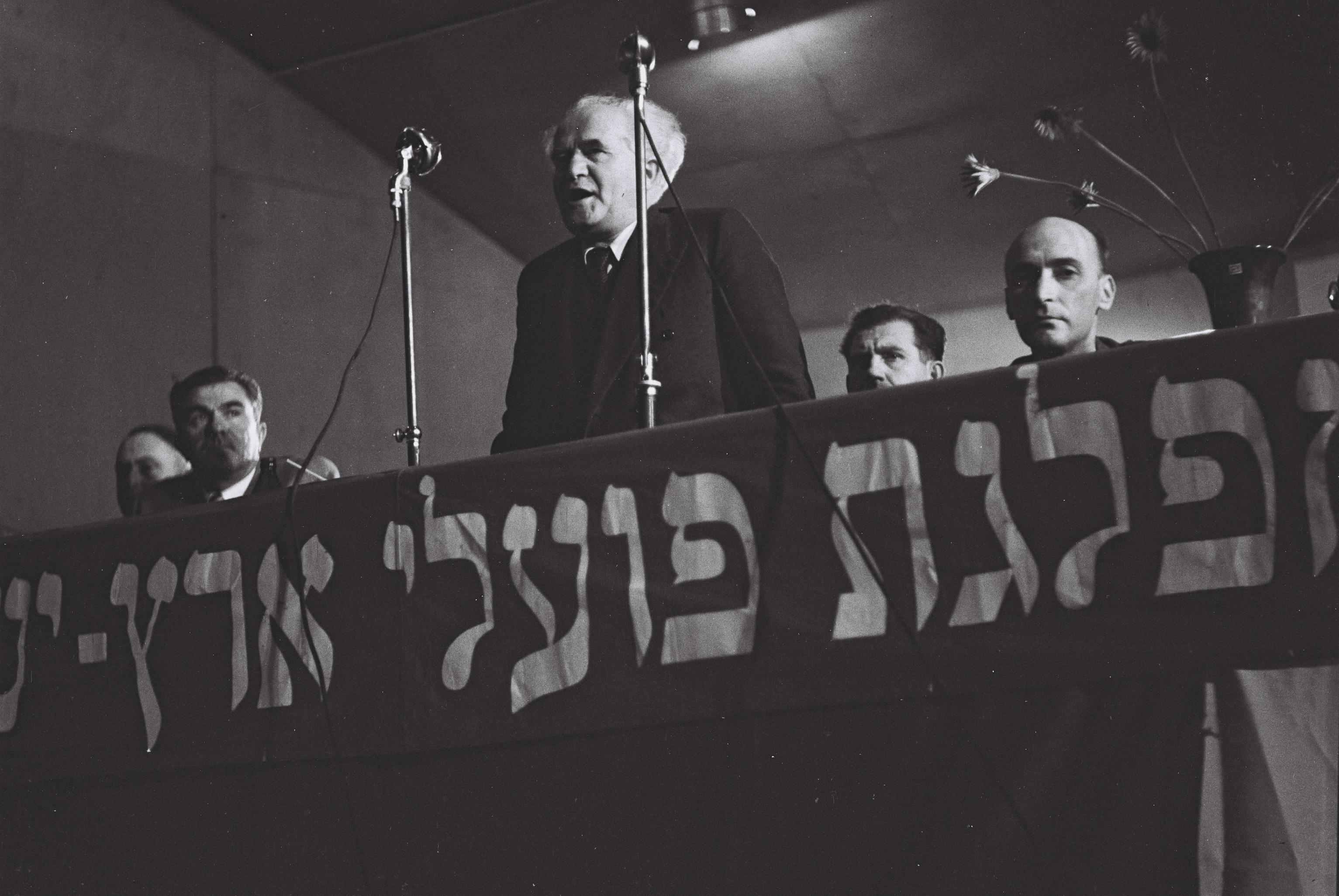
David Ben-Gurion hace campaña para Mapai antes de las elecciones, 1949.

Debido a que el Mapai tuvo un rol importante en la guerra árabe-israelí de 1948, tuvo gran apoyo popular y en las primeras elecciones de Israel obtuvo el 35,7% de los votos y 46 de los 120 escaños en la Knéset.
David Ben-Gurión fue elegido primer ministro, formando coalición con el Partido Progresista, con el Frente Religioso Unido, con el partido de los Sefardíes y Comunidades Orientales y con la Lista Democrática de Nazaret (partido socialdemócrata árabe).
Una ley notable, promulgada durante el primer mandato del Mapai, fue la ley educativa de 1949, que introdujo la escolarización obligatoria para todos los niños entre los 5 a los 14 años. Durante los años que el Mapai estuvo en el gobierno también se aprobaron leyes como la Ley Nacional de Seguros de 1953, y la Ley del Estado del bienestar de 1958, que autorizó una amplia gama de programas de bienestar social, incluidas asignaciones especiales para familias numerosas, dinero para la compensación de los trabajadores, baja por maternidad y pensiones por vejez y por ser superviviente.
En las segundas elecciones,en 1951, el Mapai amplió su porcentaje de votos hasta el 37,3% pero consiguió un escaño menos que en 1949 (45). Se tuvo que hacer una coalición para gobernar, esta vez integrando a partidos religiosos (pero que estaban a favor de medidas sociales) y partidos árabes de tendencia socialdemócrata. El 6 de diciembre de 1953, se produjo, por sorpresa, la dimisión de David Ben-Gurión (para establecerse en el Kibutz de Sde Boker). Moshé Sharet fue su sucesor.
En las elecciones parlamentarias de Israel de 1955, el Mapai bajó su porcentaje de votos al 32,2%, lo que se tradujo a bajar hasta los 40 escaños en la Knéset, aun así seguía muy por delante del segundo (el Herut, con un 12,6%). David Ben-Gurión volvió a la política, y fue investido como primer ministro gracias a una coalición (el Mapam,el nuevo Ahdut HaAvoda, tres partidos árabes de izquierdas y el Partido Progresista).
Las elecciones parlamentarias de Israel de 1959 fueron las mejores que tuvo el Mapai, consiguiendo un 38,2% de los votos y 47 escaños. Ben-Gurión repitió la coalición de 1955 y fue nuevamente primer ministro.
El Asunto Lavon, que hizo que el gobierno constituido en 1959 cayera, probablemente hizo también que el partido consiguiera unos malos resultados electorales en las elecciones de 1961. En esas elecciones, el Mapai consiguió el 34,7% de los votos y 42 escaños. El Mapai repitió coalición. La influencia del Mapai en la Knéset disminuyó, debido a dos eventos ocurridos en esta legislatura:
Primeramente, Ben-Gurión dimitió como líder del Mapai (debido a razones personales, aunque posiblemente se debiera al poco apoyo de sus compañeros de partido). Creó un nuevo partido (el Rafi), que hizo que siete miembros importantes del Mapai se fueran con él.
Por otra parte, la derecha (el Herut y el Partido Liberal) se unieron y formaron el Gahal, que contaba con 27 escaños frente a los 34 del Mapai.
La respuesta del Mapai hacia esto, fue aliarse con el nuevo Ahdut HaAvoda para formar Alineamiento, una coalición de izquierdas para enfrentarse al Gahal.
En las elecciones de 1965, Alineamiento ganó con un 36,7% de los votos y 45 escaños, ganando así comodamente al Gahal (que obtuvo 26 escaños).
En 1968 se fusionaron el Mapai, el nuevo Ahdut HaAvoda y el Rafi para formar el Partido Laborista Israelí.
El Partido Laborista Israelí hizo repetidas coaliciones con el Mapam (llamadas alineación, como la anterior coalición) con el que estuvo gobernando hasta que en 1977, el Likud ganó por primeras vez las elecciones y hubo (por primera vez) un cambio de gobierno en Israel.

## Lista de primeros ministros del Mapai
- 1930–1953: David Ben-Gurión
- 1953–1955: Moshé Sharet
- 1955–1963: David Ben-Gurión
- 1963–1968: Levi Eshkol

## Resultados electorales
|  | 35,7 % |

|  | 37,3 % |

|  | 32,2 % |

|  | 38,2 % |

|  | 34,7 % |